# Inconvivencia
Inconvivencia es una serie de televisión argentina de drama y romance escrita y dirigida por Mariano Hueter, que consta de 10 episodios. Protagonizada por Tomás Fonzi y Laurita Fernández. Coprotagonizada por Luciano Cáceres, Gastón Soffritti, Marina Bellati e  Iair Said. También, contó con las actuaciones especiales de Luis Machín y la primera actriz Cristina Banegas. Y la participación de Inés Palombo como actriz invitada. La ficción cuenta los decibeles de una pareja. La serie comenzó su rodaje en septiembre del 2019 y fue estrenada el 21 de noviembre del mismo año por Telefe.

## Sinopsis
Lucas (Tomás Fonzi) y Carolina (Laurita Fernández) son una pareja que se dan cuenta de que no se toleran más, ya que tienen conflictos por cualquier cosa, y observan que tienen que probar una nueva forma de relación. Es así, que ambos deciden terminar con su convivencia para salvar la relación, cuya decisión pondrá a prueba su vínculo amoroso.

## Elenco

### Principal
- Tomás Fonzi como Lucas Fernández
- Laurita Fernández como Carolina Venzo
- Luis Machín como Máximo Azcuénaga
- Cristina Banegas como Mamá de Carolina
- Luciano Cáceres como Pablo
- Gastón Soffritti como Diego
- Marina Bellati como Sol
- Iair Said como Pepo

### Secundario
- Inés Palombo

## Episodios
| N.º | Título       | Director       | Guionista                           | Fecha de emisión        | Audiencia |
| --- | ------------ | -------------- | ----------------------------------- | ----------------------- | --------- |
| 1   | «Capítulo 1» | Mariano Hueter | Ezequiel Goldstein y Mariano Hueter | 21 de noviembre de 2019 | 6.8       |
| 2   | «Capítulo 2» | Mariano Hueter | Ezequiel Goldstein y Mariano Hueter | 22 de noviembre de 2019 | 5.5       |
| 3   | «Capítulo 3» | Mariano Hueter | Ezequiel Goldstein y Mariano Hueter | 28 de noviembre de 2019 | 5.5       |
| 4   | «Capítulo 4» | Mariano Hueter | Ezequiel Goldstein y Mariano Hueter | 29 de noviembre de 2019 | 5.2       |
| 5   | «Capítulo 5» | Mariano Hueter | Ezequiel Goldstein y Mariano Hueter | 5 de diciembre de 2019  | 5.5       |
| 6   | «Capítulo 6» | Mariano Hueter | Ezequiel Goldstein y Mariano Hueter | 6 de diciembre de 2019  | 4.5       |
| 7   | «Capítulo 7» | Mariano Hueter | Ezequiel Goldstein y Mariano Hueter | 12 de diciembre de 2019 | 4.3       |
| 8   | «Capítulo 8» | Mariano Hueter | Ezequiel Goldstein y Mariano Hueter | 13 de diciembre de 2019 | 4.6       |
| 9   | «Capítulo 9» | Mariano Hueter | Ezequiel Goldstein y Mariano Hueter | 20 de diciembre de 2019 | 3.2       |

## Desarrollo

### Producción
En septiembre de 2019, las empresas productoras Kuarzo Entertainment Argentina e Idealismo Contenidos a partir de su alianza anunciaron el comienzo de la producción de la serie, que contaría los problemas de una pareja. .Estaba previsto para que la pareja protagónica fueran Tomás Fonzi y Brenda Asnicar pero por trabajos laborales y otros inconvenientes Asnicar no aceptó. 
Asimismo, se confirmó que la pareja protagonista serían Tomás Fonzi y Laurita Fernández acompañados por Cristina Banegas, Luis Machín, Luciano Cáceres, Gastón Soffritti, Iair Said y Marina Bellati en papeles de soporte.
Seguidamente, se informó que sumaría al proyecto a Mariano Hueter como director, él y Ezequiel Goldstein serían los autores, y Martín Kweller el productor, teniendo como pantalla de emisión a Telefe y Cablevisión Flow. El rodaje de la producción comenzó el 16 de septiembre del mismo año en Buenos Aires. La música original fue escrita por los compositores Martin Della Nina y Lucas Villemur, desde Los Angeles.